# Emma Orczy
La Baronesa Emma Orczy (hongarès: Orczy Emmuska)  (Tarnaörs, 23 de setembre de 1865 - Henley-on-Thames, 12 de novembre de 1947) (nom complet: Emma Magdalena Rozália Mária Jozefa Borbála Orczy de Orci) va ser una novel·lista i dramaturga britànica nascuda a Hongria. És més coneguda per la seva sèrie de novel·les que inclouen La Pimpinella Escarlata, l'alter ego de Sir Percy Blakeney, un ric anglès que es converteix en un artista d'escapisme de pensament ràpid per salvar els aristòcrates francesos de la "Madame Guillotine" durant la Revolució Francesa, establint el concepte d'"heroi amb identitat secreta" en la cultura popular.
Estrenada al West End de Londres el 5 de gener de 1905, The Scarlet Pimpernel es va convertir en un dels favorits del públic britànic. Algunes de les pintures d'Orczy es van exposar a la Royal Academy de Londres. Va establir la Women of England's Active Service League durant la Primera Guerra Mundial amb la intenció d'empoderar les dones per convèncer els homes a allistar-se a l'exèrcit.

## Primers anys de vida
Orczy va néixer a Tarnaörs, Hongria. Era filla del compositor baró Félix Orczy de Orci (1835–1892) i de la comtessa Emma Wass de Szentegyed et Cege (1839–1892). El seu avi patern, el baró László Orczy (1787–1880) va ser consellera reial i cavallera de l'orde sicilià de Sant Jordi, la seva àvia paterna, la baronessa Magdolna, nascuda Magdolna Müller (1811–1879), era d'origen austríac. Els seus avis materns eren el comte Sámuel Wass de Szentegyed et Cege (1815–1879), membre del parlament hongarès, i Rozália Eperjessy de Károlyfejérvár (1814–1884).
Els pares d'Emma van abandonar la seva finca cap a Budapest el 1868, per por de l'amenaça d'una revolució camperola. Van viure a Budapest, Brussel·les i París, on l'Emma va estudiar música sense èxit. Finalment, el 1880, l'Emma, de 14 anys, i la seva família es van traslladar a Londres, Anglaterra, on es van allotjar amb el seu compatriota, Francis Pichler, al 162 de Great Portland Street. Orczy va assistir a la West London School of Art i després a l'Escola de Belles Arts de Heatherley.
Encara que no estava destinada a ser pintora, va ser a l'escola d'art on va conèixer un jove il·lustrador anomenat Henry George Montagu MacLean Barstow, fill d'un clergue anglès; es van casar a l'església parroquial de St Marylebone el 7 de novembre de 1894. Va ser l'inici d'un matrimoni alegre i feliç, que va descriure com "prop de mig segle, de perfecte felicitat i comprensió, de perfecta amistat i comunió de pensament".

## Carrera d'escriptora
Tenien molt pocs diners i Orczy va començar a treballar amb el seu marit com a traductora i il·lustradora per complementar els seus escassos ingressos. John Montague Orczy-Barstow, el seu únic fill, va néixer el 25 de febrer de 1899. Va començar a escriure poc després del seu naixement, però la seva primera novel·la, The Emperor's Candlesticks (1899), va ser un fracàs. No obstant això, va trobar un petit seguiment amb una sèrie d'històries de detectius a la Royal Magazine. La seva següent novel·la, In Mary's Reign (1901), va anar millor.
El 1903, ella i el seu marit van escriure La Pimpinella Escarlata, una obra de teatre basada en un dels seus contes sobre un aristòcrata anglès, Sir Percy Blakeney, Bart., que va rescatar aristòcrates francesos de la Revolució Francesa. Havia concebut el personatge mentre estava parada en una plataforma del metro de Londres. Va presentar la seva novel·lització de la història sota el mateix títol a 12 editorials. Mentre esperaven les decisions d'aquestes editorials, Fred Terry i Julia Neilson van acceptar l'obra per a la producció al West End de Londres. Inicialment, va atreure un públic reduït, però l'obra va funcionar durant quatre anys a Londres, va batre molts rècords escènics, i finalment va tenir més de 2.000 representacions i es va convertir en un dels espectacles més populars de Gran Bretanya. Va ser traduït i produït a altres països, i va tenir diverses revivals. Aquest èxit teatral va generar grans vendes per a la novel·la. La parella es va traslladar a Thanet, Kent.
Introduint la noció d'un "heroi amb una identitat secreta" a la cultura popular, la Pimpinella Escarlata presenta característiques que es convertirien en convencions de superherois estàndard, inclosa la predisposició a la disfressa, l'ús d'una arma característica (espasa), la capacitat de superar i enganyar els seus adversaris, i una targeta de visita (deixa enrere un anagall a cadascuna de les seves intervencions). En cridar l'atenció sobre el seu alter ego, Blakeney s'amaga darrere de la seva cara pública com un playboy de pensament lent i descarat, i també estableix una xarxa de seguidors, La Lliga de la Pimpinella Escarlata, que ajuden els seus esforços.
Orczy va escriure més d'una dotzena de seqüeles amb Sir Percy Blakeney, la seva família i els altres membres de la Lliga de la Pimpinella Escarlata, de les quals la primera, I Will Repay (1906), va ser la més popular. L'últim llibre de la saga, Mam'zelle Guillotine, es va publicar el 1940. Cap de les seves tres obres posteriors va igualar l'èxit de The Scarlet Pimpernel. També va escriure ficció de misteri popular i molts romanços d'aventures. La seva Lady Molly of Scotland Yard va ser un dels primers exemples d'una detectiva femenina com a personatge principal. Altres històries populars de detectius presentaven The Old Man in the Corner, un detectiu que utilitzava principalment la lògica per resoldre crims. Orczy va ser membre fundadora del Detection Club (1930).
Les novel·les d'Orczy eren melodrames atrevits i amanerats i ella va afavorir la ficció històrica. La crítica Mary Cadogan afirma: "Els llibres d'Orczy són molt treballats i intensament atmosfèrics". A The Nest of the Sparrowhawk (1909), per exemple, un guardià maliciós del Purità Kent enganya la seva bell i adinerada pupil·la perquè es casi amb ell disfressant-se de príncep francès exiliat. Persuadeix la seva cunyada vídua perquè l'ajudi en aquest complot, en el qual ella, sense voler-ho, deshonra un dels seus fills perduts i troba l'altre assassinat pel dolent. Tot i que aquesta novel·la no tenia cap enllaç amb The Scarlet Pimpernel a part de la seva autoria compartida, l'editor la va anunciar com a part de la sèrie.

## Darrers anys
L'obra d'Orczy va tenir tant d'èxit que va poder comprar una casa a Montecarlo: "Villa Bijou" al número 19 de l'avinguda de la Costa (posteriorment enderrocada), que és on va passar la Segona Guerra Mundial. No va poder tornar a Londres fins després de la guerra. Montagu Barstow va morir a Montecarlo el 1942. Trobant-se sola i sense poder viatjar, va escriure les seves memòries Links in the Chain of Life (publicada el 1947).
Tenia opinions polítiques fortes. Orczy era un ferma creient en la superioritat de l'aristocràcia, a més de ser partidària de l'imperialisme i el militarisme britànics. Durant la Primera Guerra Mundial, Orczy va formar la Women of England's Active Service League, una organització no oficial destinada a animar les dones a persuadir els homes perquè es fessin voluntaris per al servei actiu a les forces armades. El seu objectiu era reclutar 100.000 dones que es comprometessin a "persuadir tots els homes que conegués perquè oferissin el seu servei al seu país". Unes 20.000 dones es van unir a la seva organització. Orczy es va oposar fermament a la Unió Soviètica.

## Obres
Traduccions
- Old Hungarian Fairy Tales (1895) traduïda a l'anglès amb Montague Barstow
- Uletka and the White Lizard, volum 1 de "The Queen Mab Series of Fairy Tales" (1895) traduïda amb Montague Barstow
- The Enchanted Cat, Volum 2 de "The Queen Mab Series of Fairy Tales" (1895) traduïda amb Montague Barstow
- Fairyland's Beauty, volum 3 de "The Queen Mab Series of Fairy Tales" (1895) traduïda amb Montague Barstow

Teatre
- The Scarlet Pimpernel (1903) amb Montague Barstow, com a 'Orczy-Barstow'
- The Sin of William Jackson (1906) amb Montague Barstow
- Beau Brocade (1908) amb Montague Barstow. Escrit el 1905
- The Whip amb Montague Barstow
- The Duke's Wager (1911)
- The Legion of Honor (1918), adaptació d'A Sheaf of Bluebells

Col·leccions de relats curts
Sèrie The Man in The Corner
- The Case of Miss Elliott (1905)
- The Old Man in the Corner (1909)
- Unravelled Knots (1925)

Sèrie Pimpinella Escarlata

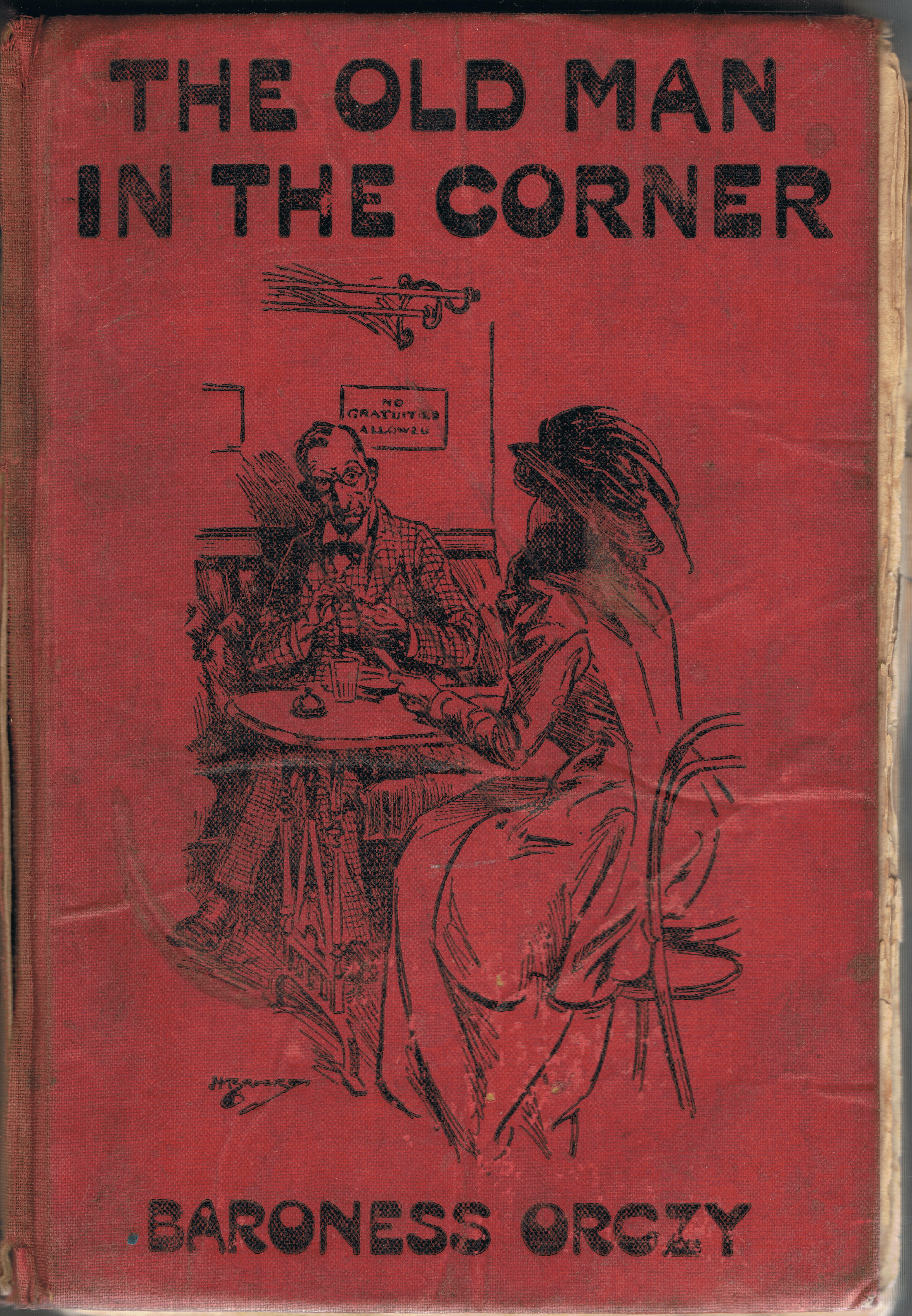
Portada de H.M. Brock de The Old Man in the Corner de la baronessa Orczy (edició popular, Greening & Co., Londres, 1910).

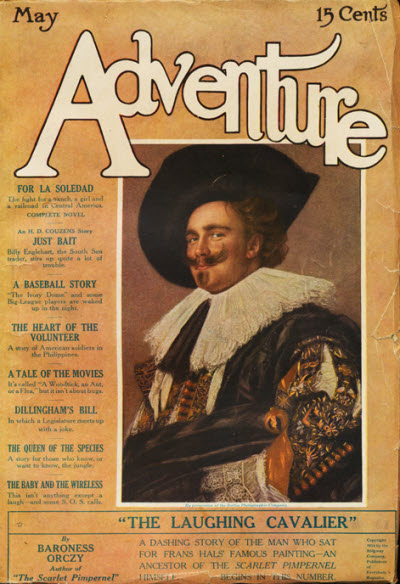
The Laughing Cavalier es va serialitzar a Adventure el 1914

- The League of the Scarlet Pimpernel (1919)
- Adventures of the Scarlet Pimpernel (1929)

Altres relats curts
- Lady Molly of Scotland Yard (1910)
- The Man in Grey (1918)
- Castles in the Air (1921)
- Skin o' My Tooth (1928)

### Novel·les
- The Emperor's Candlesticks (1899)
- In Mary's Reign (1901) posteriorment anomenada The Tangled Skein (1907)
- La Pimpinella Escarlata (1905) (sèrie La Pimpinella Escarlata)
- By the Gods Beloved (1905) posteriorment publicada als Estats Units com a The Gates of Kamt (1907)
- A Son of the People (1906)
- I Will Repay (1906) (sèrie La Pimpinella Escarlata)
- ‘’A Tangled Skein’’
- Beau Brocade (1907)
- The Elusive Pimpernel (1908) (sèrie La Pimpinella Escarlata)
- The Nest of the Sparrowhawk (1909). Serialitzada, The Imp Magazine, 1909
- Petticoat Government (1910). Serialitzada a The Queen Newspaper, 1909, i prèviament publicada com a A Ruler of Princes (1909), també coneguda com a Petticoat Rule (1910)
- A True Woman (1911)
- The Good Patriots (1912)
- Fire in Stubble (1912). Serialitzada, John Bull, 1911
- Meadowsweet (1912). Serialitzada, The Queen Newspaper, 1912
- Eldorado (1913) (The Scarlet Pimpernel)
- Unto Cæsar (1914). Serialitzada, The Woman at Home, 1913
- The Laughing Cavalier (1914) (sèrie La Pimpinella Escarlata)
- A Bride of the Plains (1915)
- The Bronze Eagle (1915)
- Leatherface (1916)
- Lord Tony's Wife (1917) (sèrie La Pimpinella Escarlata)
- A Sheaf of Bluebells (1917)
- Flower o' the Lily (1918)
- His Majesty's Well-beloved (1919)
- The First Sir Percy (1921) (sèrie La Pimpinella Escarlata)
- The Triumph of the Scarlet Pimpernel (1922) (sèrie La Pimpinella Escarlata)
- Nicolette: A Tale of Old Provence (1922)
- The Honourable Jim (1924)
- Pimpernel and Rosemary (1924) (sèrie La Pimpinella Escarlata)
- Les Beaux et les Dandys de Grand Siècles en Angleterre (1924)
- The Miser of Maida Vale (1925)
- A Question of Temptation (1925)
- The Celestial City (1926)
- Sir Percy Hits Back (1927) (sèrie La Pimpinella Escarlata)
- Blue Eyes and Grey (1928)
- Marivosa (1930)
- A Joyous Adventure (1932)
- A Child of the Revolution (1932) (sèrie La Pimpinella Escarlata)
- The Scarlet Pimpernel Looks at the World (1933) (sèrie La Pimpinella Escarlata)
- The Way of the Scarlet Pimpernel (1933) (sèrie La Pimpinella Escarlata)
- A Spy of Napoleon (1934)
- The Uncrowned King (1935)
- The Turbulent Duchess (1935)
- Sir Percy Leads the Band (1936) (sèrie La Pimpinella Escarlata)
- The Divine Folly (1937)
- No Greater Love (1938)
- Mam'zelle Guillotine (1940) (sèrie La Pimpinella Escarlata)
- Pride of Race (1942)
- The Will-O'-The-Wisp (1947)

### Històries curtes
- The Red Carnation (publicat per primera vegada a Pearson's Magazine, juny de 1898, reimprès a Everybody's Magazine, juny de 1900)
- The Traitor (1898)
- Juliette (1899)
- Number 187 (1899)
- The Trappists Vow (1899)
- The Revenge of Ur-Tasen (1900)
- The Murder in Saltashe Woods Windsor Magazine, juny de 1903 (Skin o' My Tooth)
- The Case of the Polish Prince Windsor Magazine, juliol de 1903 (Skin o' My Tooth)
- The Case of the Major Gibson Windsor Magazine, agost de 1903 (Skin o' My Tooth)
- The Duffield Peerage Case Windsor Magazine, setembre de 1903 (Skin o' My Tooth)
- The Case of Mrs. Norris Windsor Magazine, octubre de 1903 (Skin o' My Tooth)
- The Murton-Braby Murder Windsor Magazine, novembre de 1903 (Skin o' My Tooth)
- The Traitor Cassell's Magazine of Fiction, maig de 1912. Recollit a The League of the Scarlet Pimpernel (sèrie La Pimpinella Escarlata)
- Out of the Jaws of Dearth Princess Mary's Gift Book 1914. Recollit a The League of the Scarlet Pimpernel (sèrie La Pimpinella Escarlata)
- A Fine Bit of Work The New Magazine, Nadal de 1914. Recollit a The League of the Scarlet Pimpernel (sèrie La Pimpinella Escarlata)
- In the rue Monge (1931) (sèrie La Pimpinella Escarlata)

### Edicions omnibus
- The Scarlet Pimpernel etc. (1930) col·lecció de quatre novel·les
- The Gallant Pimpernel (1939) col·lecció de quatre novel·les
- The Scarlet Pimpernel Omnibus (1957) col·lecció de quatre novel·les

### No ficció
- ‘’If I Were a Millionaire’’. Young Woman, Agost 1909
- Links in the Chain of Life (autobiografia, 1947)

## Filmografia

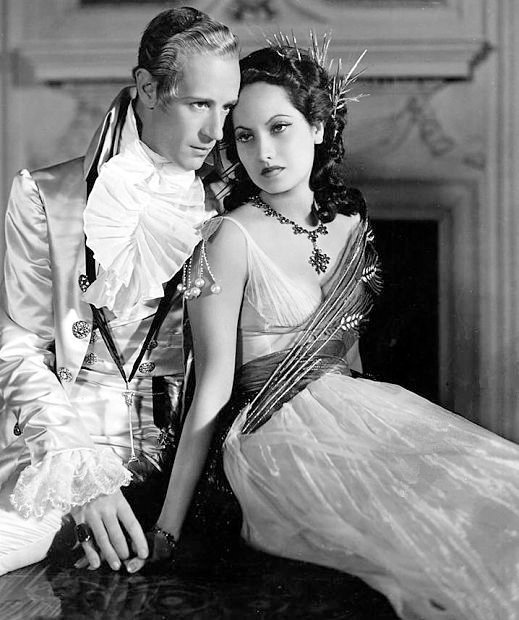
Leslie Howard i Merle Oberon a La Pimpinella Escarlata (1934).

- 1916: Beau Brocade (dir. Thomas Bentley)
- 1917: The Laughing Cavalier (dir. A. V. Bramble, Eliot Stannard)
- 1919: The Elusive Pimpernel (dir. Maurice Elvey)
- 1923: I Will Repay (dir. Henry Kolker)
- 1928: Two Lovers (dir. Fred Niblo)
- 1928: The Triumph of the Scarlet Pimpernel (dir. T. Hayes Hunter)
- 1934: La Pimpinella Escarlata[16] (dir. Harold Young)
- 1936: The Emperor's Candlesticks (dir. Karl Hartl)
- 1936: Spy of Napoleon (dir. Maurice Elvey)
- 1937: The Emperor's Candlesticks (dir. George Fitzmaurice)
- 1937: Return of the Scarlet Pimpernel (dir. Hanns Schwarz)
- 1950: El llibertador (dir. Michael Powell, Emeric Pressburger)
- 1982: The Scarlet Pimpernel (dir. Clive Donner)